# Liste der Nummer-eins-Hits in Rumänien (2023)
Dies ist eine Liste der Nummer-eins-Hits in Rumänien im Jahr 2023. Die Top 100 Airplay Weekly Chart wird von BMAT wöchentlich im Auftrag der Uniunea Producătorilor de Fonograme din România (UPFR) zusammengestellt. Sie berücksichtigt die Ausstrahlungen von 22 Radiosendern und 24 Fernsehstationen des Landes.

## Singles
| ← 2022 ← | Liste der Nummer-eins-Hits in Rumänien | Liste der Nummer-eins-Hits in Rumänien | Liste der Nummer-eins-Hits in Rumänien | 2024 →                    |
| \| Zeitraum \| Wo. ges. \| Interpret \| Titel Autor(en) \| Zusätzliche Informationen \| \| (Zeitraum, Wochen auf Platz eins, Interpret, Titel, Autor[en], zusätzliche Informationen) \| \| \| \| \| \| ----------------------------------------------------------------------------------------- \| -------- \| ----------------------------- \| ----------------------------------------------------------------------------------------------------------------------------------------------------------- \| ------------------------- \| \| 6. Dezember 2022 – 23. Januar 2023 7 Wochen \| 7 \| Sam Smith feat. Kim Petras \| Unholy Samuel Frederick Smith, Omer Fedi, James John Napier, Kim Petras, Ilya Salmanzadeh, Henry Russell Walter, Blake Slatkin \| – \| \| 24. Januar 2023 – 6. Februar 2023 2 Wochen (insgesamt 6) \| 6 \| David Guetta feat. Bebe Rexha \| I’m Good (Blue) Bleta Rexha, Pierre David Guetta, Camille Angelina Purcell, Massimo Gabutti, Maurizio Lobina, Gianfranco Randone, Philip John Plested \| – \| \| 7. Februar 2023 – 24. April 2023 11 Wochen (insgesamt 12) \| 12 \| Miley Cyrus \| Flowers Miley Ray Cyrus, Michael Ross Pollack, Gregory Aldae Hein \| – \| \| 25. April 2023 – 1. Mai 2023 1 Woche (insgesamt 2) \| 2 \| Connect-R feat. Raluka \| Lasă-mă să te … Ștefan Relu Mihalache \| – \| \| 2. Mai 2023 – 8. Mai 2023 1 Woche (insgesamt 12) \| 12 \| Miley Cyrus \| Flowers Miley Ray Cyrus, Michael Ross Pollack, Gregory Aldae Hein \| – \| \| 9. Mai 2023 – 15. Mai 2023 1 Woche (insgesamt 2) \| 2 \| Connect-R feat. Raluka \| Lasă-mă să te … Ștefan Relu Mihalache \| – \| \| 16. Mai 2023 – 29. Mai 2023 2 Wochen \| 2 \| Alina Eremia cu Mario Fresh \| Ai fost Alina Eremia, Mario Fresh, Paul Iorga \| – \| \| 30. Mai 2023 – 19. Juni 2023 3 Wochen \| 3 \| Misha Miller \| Un minut Mihai Stoica, Iuliana Puschila, Alina Daniela Bucur, Alexandru Grozea Florin, Marina Mihaela Arsene, Mihai Razvan Sturzu \| – \| \| 20. Juni 2023 – 24. Juli 2023 5 Wochen (insgesamt 6) \| 6 \| Andra & Andrei Bănuță \| Nu m-am gândit la despărțire Andrei Bănuță, Dan Dimitriu, Ester Alexandra Crețu, Alexandru Șerbu, Anghel Grigoriu, Romeo Iorgulescu; Alexandra-Irina Măruță \| – \| \| 25. Juli 2023 – 31. Juli 2023 1 Woche (insgesamt 3) \| 3 \| Alexia \| Interstelar Alexandru Ioan Pelin, Vlad Octavian Lucan \| – \| \| 1. August 2023 – 7. August 2023 1 Woche (insgesamt 6) \| 6 \| Andra & Andrei Bănuță \| Nu m-am gândit la despărțire Andrei Bănuță, Dan Dimitriu, Ester Alexandra Crețu, Alexandru Șerbu, Anghel Grigoriu, Romeo Iorgulescu; Alexandra-Irina Măruță \| – \| \| 8. August 2023 – 21. August 2023 2 Wochen (insgesamt 3) \| 3 \| Alexia \| Interstelar Alexandru Ioan Pelin, Vlad Octavian Lucan \| – \| \| 22. August 2023 – 28. August 2023 1 Woche \| 1 \| Smiley \| Aia e Dorian Micu, Andrei Tiberiu Maria, Lucian Victor Albert Nagy, Roland Kiss, Florin Stelian Boka, Sergiu Adrian Gherman, Andrei Dan \| – \| \| 29. August 2023 – 11. September 2023 2 Wochen \| 2 \| 3 Sud Est și Andia \| Inseparabili Alexandru Ioan Pelin, Laurențiu Ionuț Duță, Mihai Budeanu, Vlad Octavian Lucan \| – \| \| 12. September 2023 – 30. Oktober 2023 7 Wochen \| 7 \| Puya X Iraida \| Opriți planeta Adelina Stinga, Octavian Ioachim Petre, Dragoș Gărdescu \| – \| \| 31. Oktober 2023 – 13. November 2023 2 Wochen (insgesamt 3) \| 3 \| Adi feat. Holy Molly \| Totul meu Adrian Ionel Istrate, Mario Robert Morar, Paul Alexandru Iorga, Ștefan Ioniță \| – \| \| 14. November 2023 – 20. November 2023 1 Woche (insgesamt 9) \| 9 \| Andia feat. Deliric \| Pentru că Alexandru Ioan Pelin, Răzvan Toto Eremia, Vlad Octavian Lucan \| – \| \| 21. November 2023 – 27. November 2023 1 Woche (insgesamt 3) \| 3 \| Adi X Holy Molly \| Totul meu Adrian Ionel Istrate, Mario Robert Morar, Paul Alexandru Iorga, Ștefan Ioniță \| – \| \| 28. November 2023 – 4. Dezember 2023 1 Woche (insgesamt 4) \| 4 \| The Urs \| Taramul interzis Vlad Octavian Lucan, Gheorghe Scurtu \| – \| \| 5. Dezember 2023 – 8. Januar 2024 5 Wochen (insgesamt 9) \| 9 \| Andia feat. Deliric \| Pentru că Alexandru Ioan Pelin, Răzvan Toto Eremia, Vlad Octavian Lucan \| – \| |                                        |                                        | |                           |
| ← 2022 |                                        |                                        | | → 2024 →                  |
| Zeitraum | Wo. ges.                               | Interpret                              | Titel Autor(en) | Zusätzliche Informationen |
| (Zeitraum, Wochen auf Platz eins, Interpret, Titel, Autor[en], zusätzliche Informationen) |                                        |                                        | |                           |
| 6. Dezember 2022 – 23. Januar 2023 7 Wochen | 7                                      | Sam Smith feat. Kim Petras             | Unholy Samuel Frederick Smith, Omer Fedi, James John Napier, Kim Petras, Ilya Salmanzadeh, Henry Russell Walter, Blake Slatkin                              | –                         |
| 24. Januar 2023 – 6. Februar 2023 2 Wochen (insgesamt 6) | 6                                      | David Guetta feat. Bebe Rexha          | I’m Good (Blue) Bleta Rexha, Pierre David Guetta, Camille Angelina Purcell, Massimo Gabutti, Maurizio Lobina, Gianfranco Randone, Philip John Plested       | –                         |
| 7. Februar 2023 – 24. April 2023 11 Wochen (insgesamt 12) | 12                                     | Miley Cyrus                            | Flowers Miley Ray Cyrus, Michael Ross Pollack, Gregory Aldae Hein                                                                                           | –                         |
| 25. April 2023 – 1. Mai 2023 1 Woche (insgesamt 2) | 2                                      | Connect-R feat. Raluka                 | Lasă-mă să te … Ștefan Relu Mihalache | –                         |
| 2. Mai 2023 – 8. Mai 2023 1 Woche (insgesamt 12) | 12                                     | Miley Cyrus                            | Flowers Miley Ray Cyrus, Michael Ross Pollack, Gregory Aldae Hein                                                                                           | –                         |
| 9. Mai 2023 – 15. Mai 2023 1 Woche (insgesamt 2) | 2                                      | Connect-R feat. Raluka                 | Lasă-mă să te … Ștefan Relu Mihalache | –                         |
| 16. Mai 2023 – 29. Mai 2023 2 Wochen | 2                                      | Alina Eremia cu Mario Fresh            | Ai fost Alina Eremia, Mario Fresh, Paul Iorga | –                         |
| 30. Mai 2023 – 19. Juni 2023 3 Wochen | 3                                      | Misha Miller                           | Un minut Mihai Stoica, Iuliana Puschila, Alina Daniela Bucur, Alexandru Grozea Florin, Marina Mihaela Arsene, Mihai Razvan Sturzu                           | –                         |
| 20. Juni 2023 – 24. Juli 2023 5 Wochen (insgesamt 6) | 6                                      | Andra & Andrei Bănuță                  | Nu m-am gândit la despărțire Andrei Bănuță, Dan Dimitriu, Ester Alexandra Crețu, Alexandru Șerbu, Anghel Grigoriu, Romeo Iorgulescu; Alexandra-Irina Măruță | –                         |
| 25. Juli 2023 – 31. Juli 2023 1 Woche (insgesamt 3) | 3                                      | Alexia                                 | Interstelar Alexandru Ioan Pelin, Vlad Octavian Lucan | –                         |
| 1. August 2023 – 7. August 2023 1 Woche (insgesamt 6) | 6                                      | Andra & Andrei Bănuță                  | Nu m-am gândit la despărțire Andrei Bănuță, Dan Dimitriu, Ester Alexandra Crețu, Alexandru Șerbu, Anghel Grigoriu, Romeo Iorgulescu; Alexandra-Irina Măruță | –                         |
| 8. August 2023 – 21. August 2023 2 Wochen (insgesamt 3) | 3                                      | Alexia                                 | Interstelar Alexandru Ioan Pelin, Vlad Octavian Lucan | –                         |
| 22. August 2023 – 28. August 2023 1 Woche | 1                                      | Smiley                                 | Aia e Dorian Micu, Andrei Tiberiu Maria, Lucian Victor Albert Nagy, Roland Kiss, Florin Stelian Boka, Sergiu Adrian Gherman, Andrei Dan                     | –                         |
| 29. August 2023 – 11. September 2023 2 Wochen | 2                                      | 3 Sud Est și Andia                     | Inseparabili Alexandru Ioan Pelin, Laurențiu Ionuț Duță, Mihai Budeanu, Vlad Octavian Lucan                                                                 | –                         |
| 12. September 2023 – 30. Oktober 2023 7 Wochen | 7                                      | Puya X Iraida                          | Opriți planeta Adelina Stinga, Octavian Ioachim Petre, Dragoș Gărdescu                                                                                      | –                         |
| 31. Oktober 2023 – 13. November 2023 2 Wochen (insgesamt 3) | 3                                      | Adi feat. Holy Molly                   | Totul meu Adrian Ionel Istrate, Mario Robert Morar, Paul Alexandru Iorga, Ștefan Ioniță                                                                     | –                         |
| 14. November 2023 – 20. November 2023 1 Woche (insgesamt 9) | 9                                      | Andia feat. Deliric                    | Pentru că Alexandru Ioan Pelin, Răzvan Toto Eremia, Vlad Octavian Lucan                                                                                     | –                         |
| 21. November 2023 – 27. November 2023 1 Woche (insgesamt 3) | 3                                      | Adi X Holy Molly                       | Totul meu Adrian Ionel Istrate, Mario Robert Morar, Paul Alexandru Iorga, Ștefan Ioniță                                                                     | –                         |
| 28. November 2023 – 4. Dezember 2023 1 Woche (insgesamt 4) | 4                                      | The Urs                                | Taramul interzis Vlad Octavian Lucan, Gheorghe Scurtu | –                         |
| 5. Dezember 2023 – 8. Januar 2024 5 Wochen (insgesamt 9) | 9                                      | Andia feat. Deliric                    | Pentru că Alexandru Ioan Pelin, Răzvan Toto Eremia, Vlad Octavian Lucan                                                                                     | –                         |